# Neodelosina
Neodelosina es un género de foraminífero bentónico de la familia Delosinidae, de la superfamilia Delosinoidea, del suborden Buliminina y del orden Buliminida. Su especie tipo es Neodelosina triangularis. Su rango cronoestratigráfico abarca el Holoceno.

## Discusión
Clasificaciones previas incluían Neodelosina en el suborden Rotaliina del orden Rotaliida.

## Clasificación
Neodelosina incluye a las siguientes especies:
- Neodelosina cortesiana
- Neodelosina lata
- Neodelosina lumenosa
- Neodelosina mexicana
- Neodelosina philippinensis
- Neodelosina secasensis
- Neodelosina triangularis
- Neodelosina velata